# 몽골햄스터속
몽골햄스터속(Allocricetulus)은 비단털쥐과에 속하는 설치류 속이다. 아시아에서 발견되는 2종을 포함하고 있다. 유라시아의 건조한 스텝 지대에 널리 분포하고 플라이스토세 시기 화석이 알려져 있다. 꼬리 길이를 제외한 몸길이가 8.5~16cm인 보통 크기의 햄스터이다.

## 하위 종
- 몽골햄스터 (A. curtatus) - 몽골 및 중국 북부
- 카자흐스탄햄스터 또는 에버스만햄스터 (A. eversmanni) - 카자흐스탄 북부 및 인근 러시아 국경 지역